# Konstantinka
Konstantinka je zaniklá usedlost v Praze-Vinohradech, která se nacházela v jihovýchodní části Náměstí Míru při ulici Francouzská.

## Historie
Vinice v těchto místech je doložena již v 15. století. Tehdy ji měl v držení novoměstský měšťan Duchek Košík. K usedlosti náležely polnosti o výměře 18 strychů, budovy a stáje. Konce 18. století byla usedlost v majetku měšťanky Barbory Jedličková, ovdovělé Troníčkové.
Dvůr koupil na přelomu 18. a 19. století baron Wimmer a po jeho smrti jej získala rodina Kuchynkova. Ladislav Kuchynka v usedlosti zřídil roku 1878 hostinec nazvaný po něm „Kuchynka“.
Zánik
Pozemky usedlosti byly po roce 1880 rozparcelovány jako stavební a usedlost zbořena.